# Маккеллар, Эндрю
 Эндрю Мак-Келлар (англ. Andrew McKellar; 1910—1960) — канадский астроном.

## Биография
Родился в Ванкувере, в 1930 году окончил университет Британской Колумбии, в 1930—1933 годах продолжал образование в Калифорнийском университете (США), в 1933—1935 годах — в Массачусетском технологическом институте. С 1935 года работал в Астрофизической обсерватории в Виктории. Во время Второй мировой войны служил в Военно-морском флоте Канады.
Основные труды в области молекулярной спектроскопии. Изучал молекулярные полосы в спектрах холодных звезд, открыл и идентифицировал несколько полос, в 1936 году определил относительное содержание изотопов углерода 12C и 13C в атмосферах холодных углеродных звезд и показал, что оно существенно отличается от солнечного. Обнаружил аномально высокое содержание лития в атмосферах некоторых поздних звезд. В 1940 году окончательно установил существование молекул в межзвездном пространстве, в частности нашел там молекулы CH, CN и NaH. Исследовал молекулярные эмиссионные спектры комет. В 1940 году объяснил некоторые особенности этих спектров с помощью механизма резонансного возбуждения солнечным излучением. В 1950-е годы был одним из организаторов международной кооперативной программы изучения затменных систем с протяженными атмосферами ζ Возничего, 31 Лебедя и VV Цефея.
Член Канадского королевского общества (1942). Избирался президентом Тихоокеанского (1956—1958) и Канадского астрономических обществ.